# Enrique Alejandro Vallejo Bernal
Enrique Alejandro Vallejo Bernal CM (* 3. Mai 1902 in Santa Rosa de Cabal; † 22. November 1984 in Cali) war ein kolumbianischer römisch-katholischer Ordensgeistlicher und Apostolischer Präfekt von Tierradentro.

## Leben
Enrique Alejandro Vallejo Bernal trat der Ordensgemeinschaft der Lazaristen bei und empfing am 22. Mai 1932 das Sakrament der Priesterweihe. Papst Pius XII. bestellte ihn am 27. Oktober 1950 zum Apostolischen Präfekten von Tierradentro. Vallejo Bernal nahm an der zweiten, dritten und vierten Sitzungsperiode des Zweiten Vatikanischen Konzils teil.
Im Mai 1977 trat Vallejo Bernal als Apostolischer Präfekt von Tierradentro zurück.